# Suðurnámur
Suðurnámur är ett berg i republiken Island. Det ligger i regionen Suðurland, 140 km öster om huvudstaden Reykjavík. Toppen på Suðurnámur är 900 meter över havet.
Trakten runt Suðurnámur är nära nog obefolkad, med mindre än två invånare per kvadratkilometer. Det finns inga samhällen i närheten. Trakten runt Suðurnámur består i huvudsak av gräsmarker.